# Thomas Edison Depot Museum
Pour les articles homonymes, voir Thomas Edison.
Thomas Edison Depot Museum est un musée scientifique de 2001 de Port Huron dans le Michigan, aux États-Unis, où Thomas Edison vécu une partie de son enfance entre 1854 et 1866. Cette gare historique est classée Registre national des lieux historiques en 1977.

## Histoire
Thomas Edison nait en 1847 à Milan dans l'Ohio (maison de naissance de Thomas Edison) avant de déménager avec sa famille en 1854, à l'âge de 7 ans, à Port Huron dans le Michigan. 

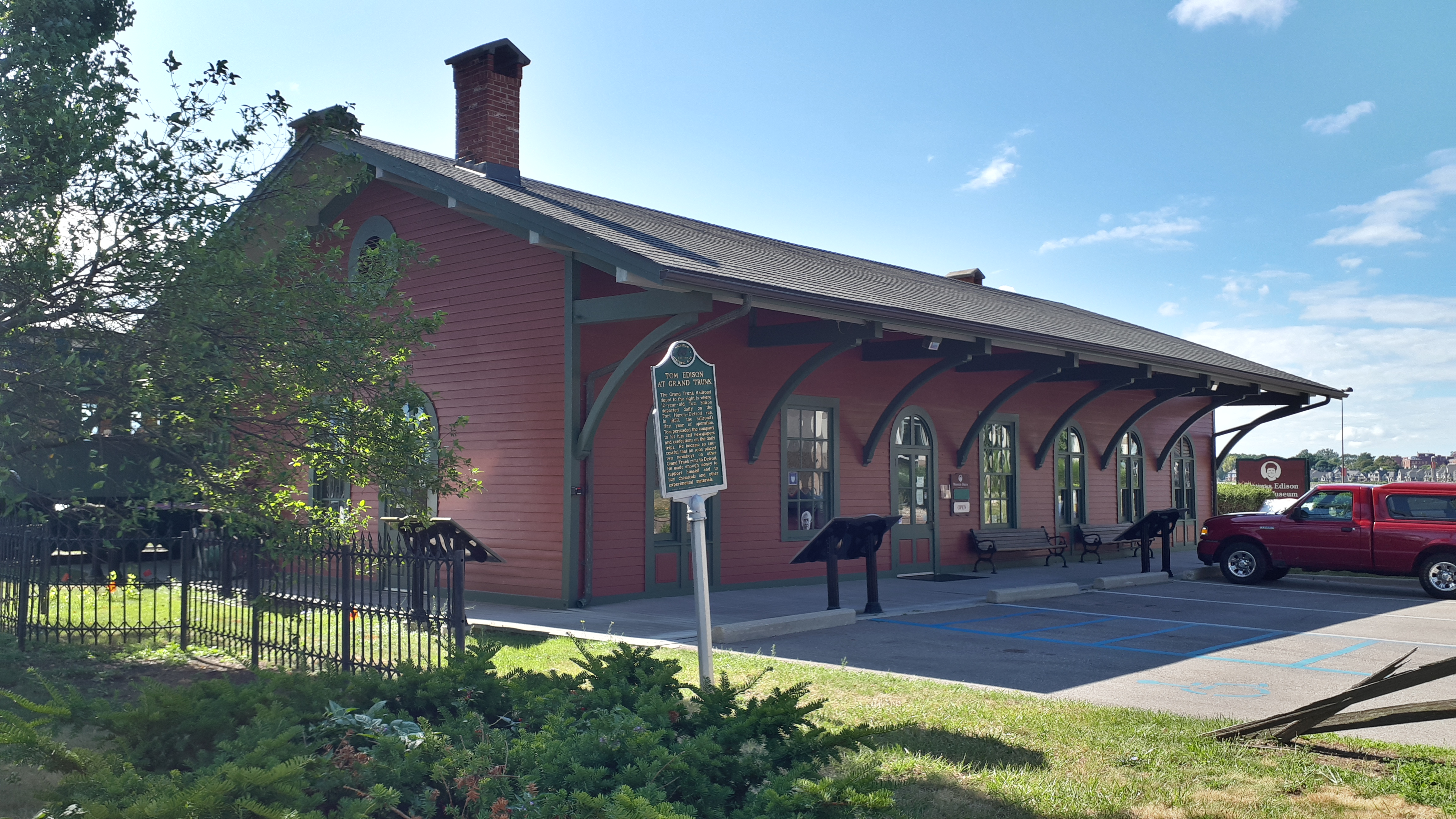
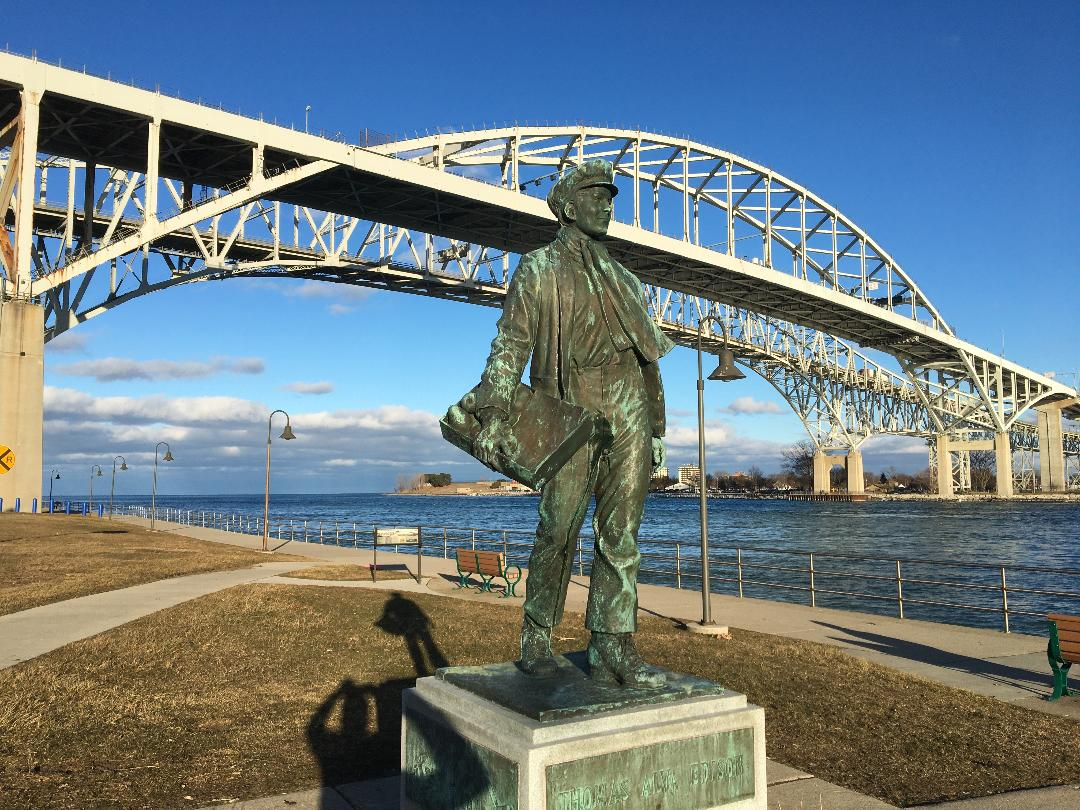
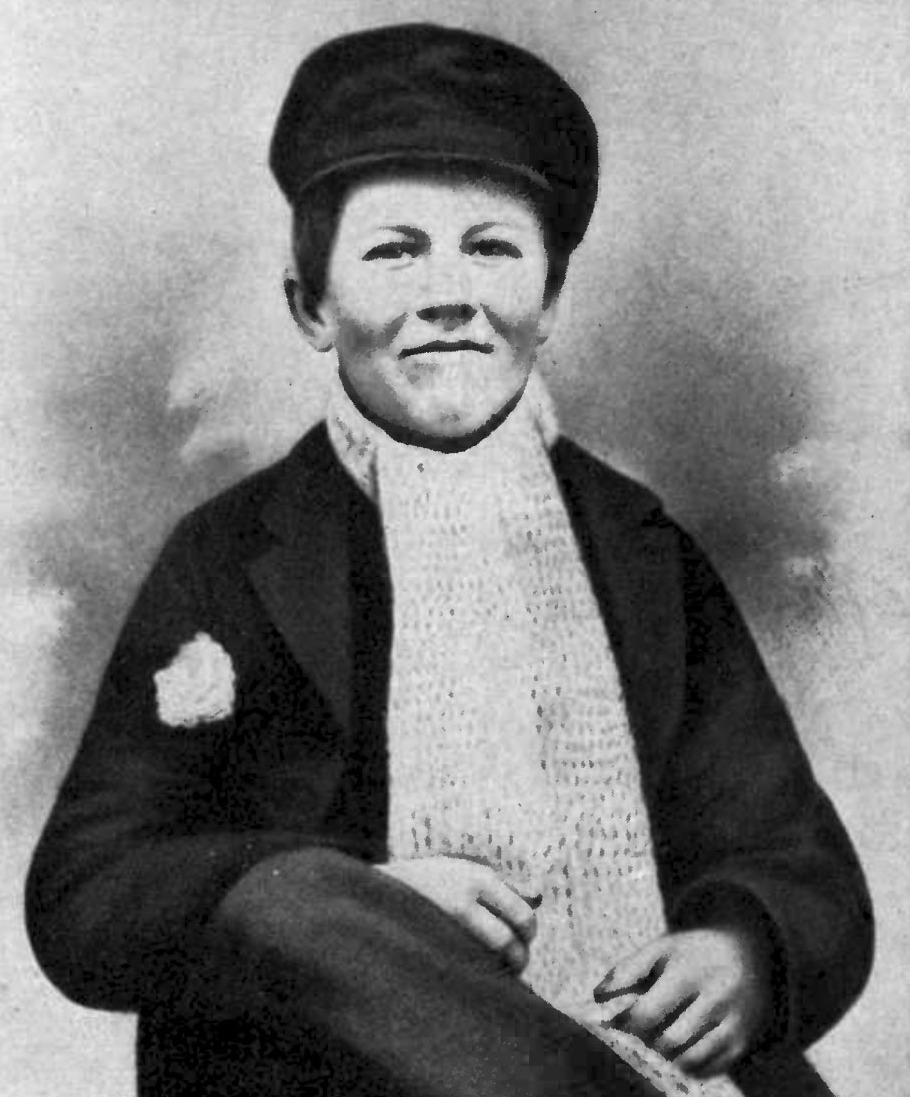

Il est renvoyé de l'école locale après trois mois de cours par son professeur qui le considère comme hyperactif trop curieux et trop dissipé. Il poursuit alors sa scolarité en autodidacte, chez lui, avec sa mère, Nancy Elliot Edison, ancienne institutrice, en dévorant de nombreux livres scientifiques de chimie, électricité, physique et mécanique, qu'il expérimente dés l'âge de 10 ans dans son premier laboratoire expérimental du sous-sol familial. 

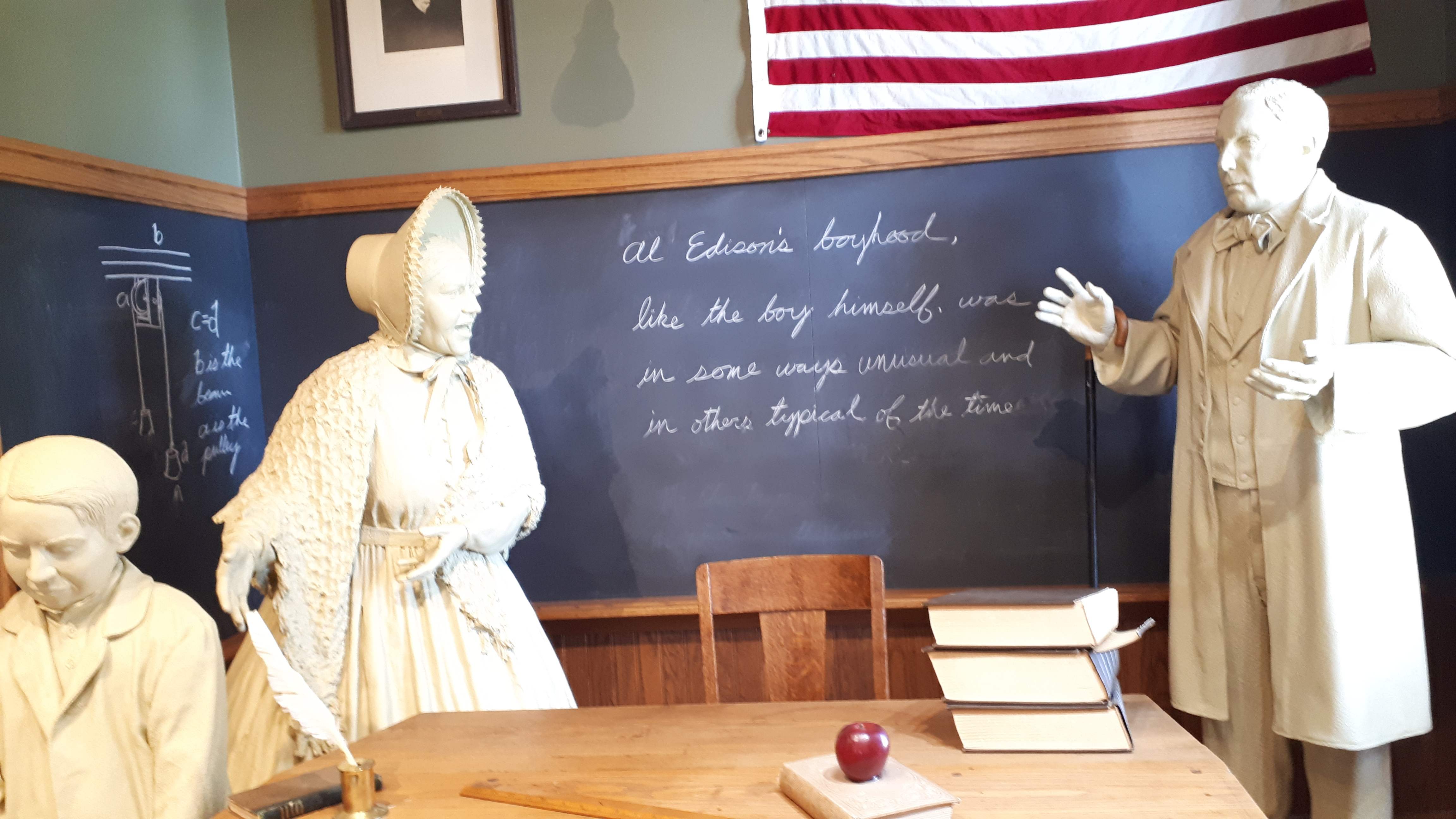
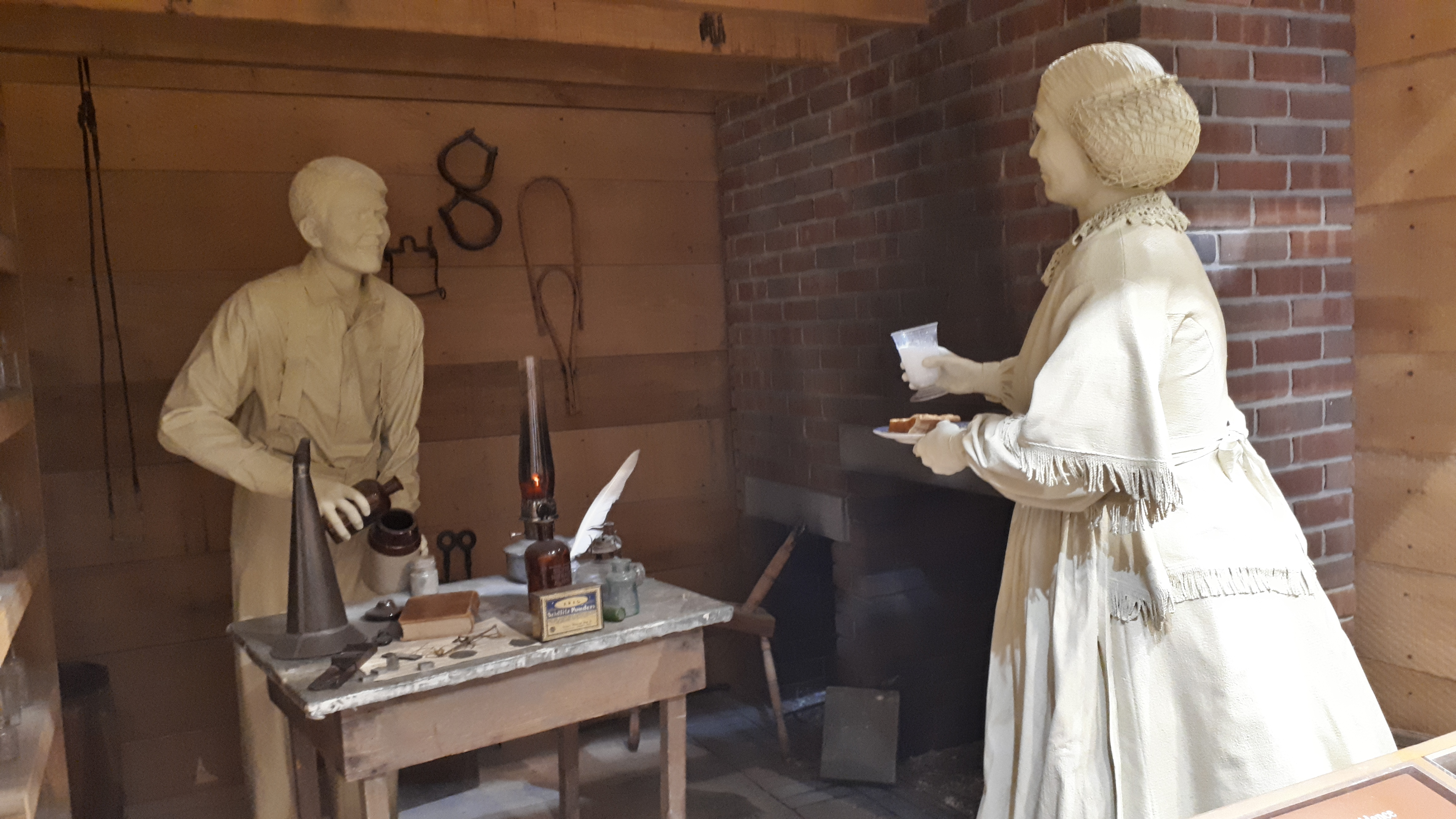

Il commence sa carrière à l'âge de 12 ans, en tant que vendeur ambulant de journaux, boissons, cigarettes, bonbons, de 1859 à 1863, sur la ligne ferroviaire locale Port Huron-Detroit de la « Grand Trunk Railway ». 

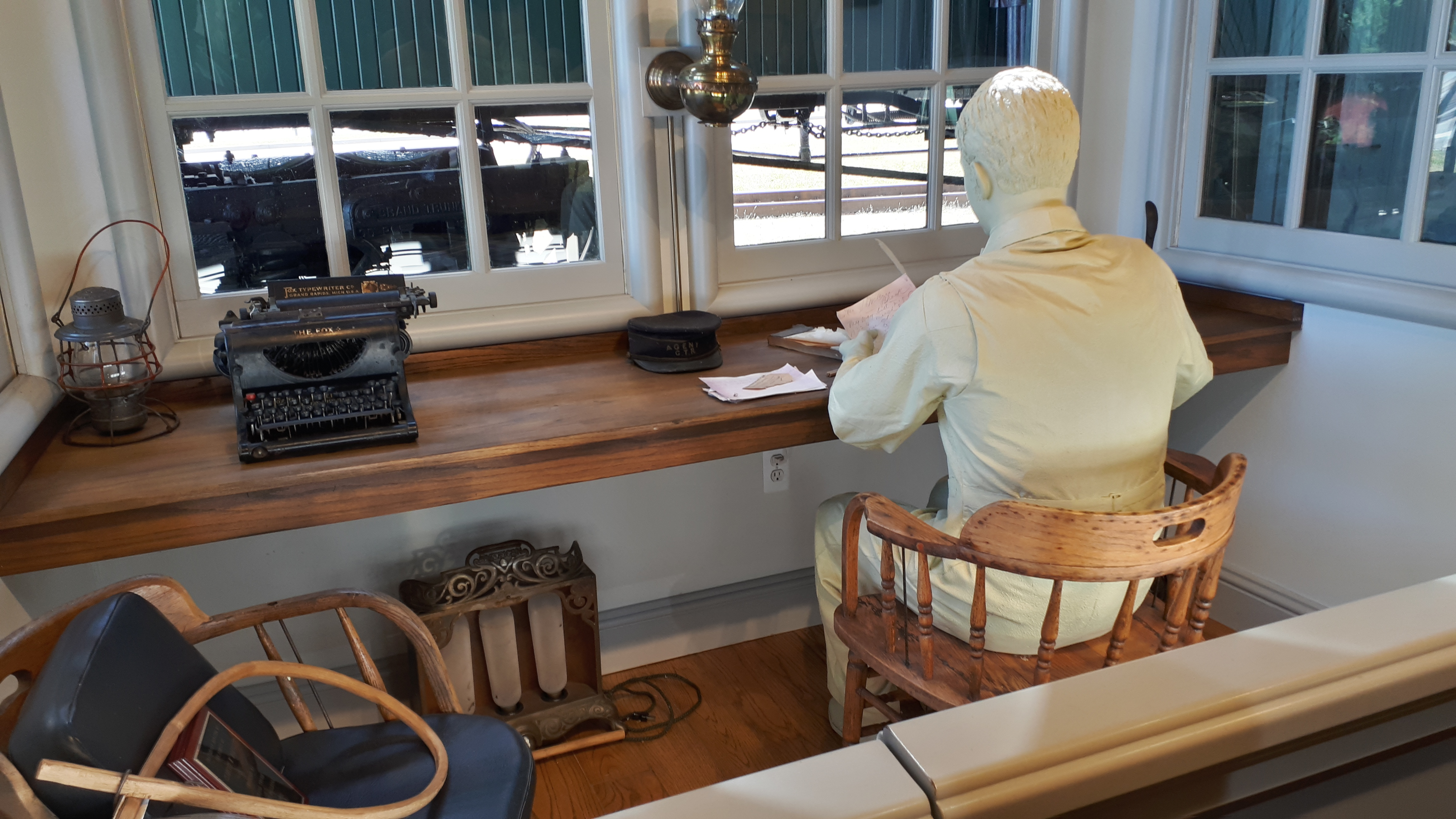
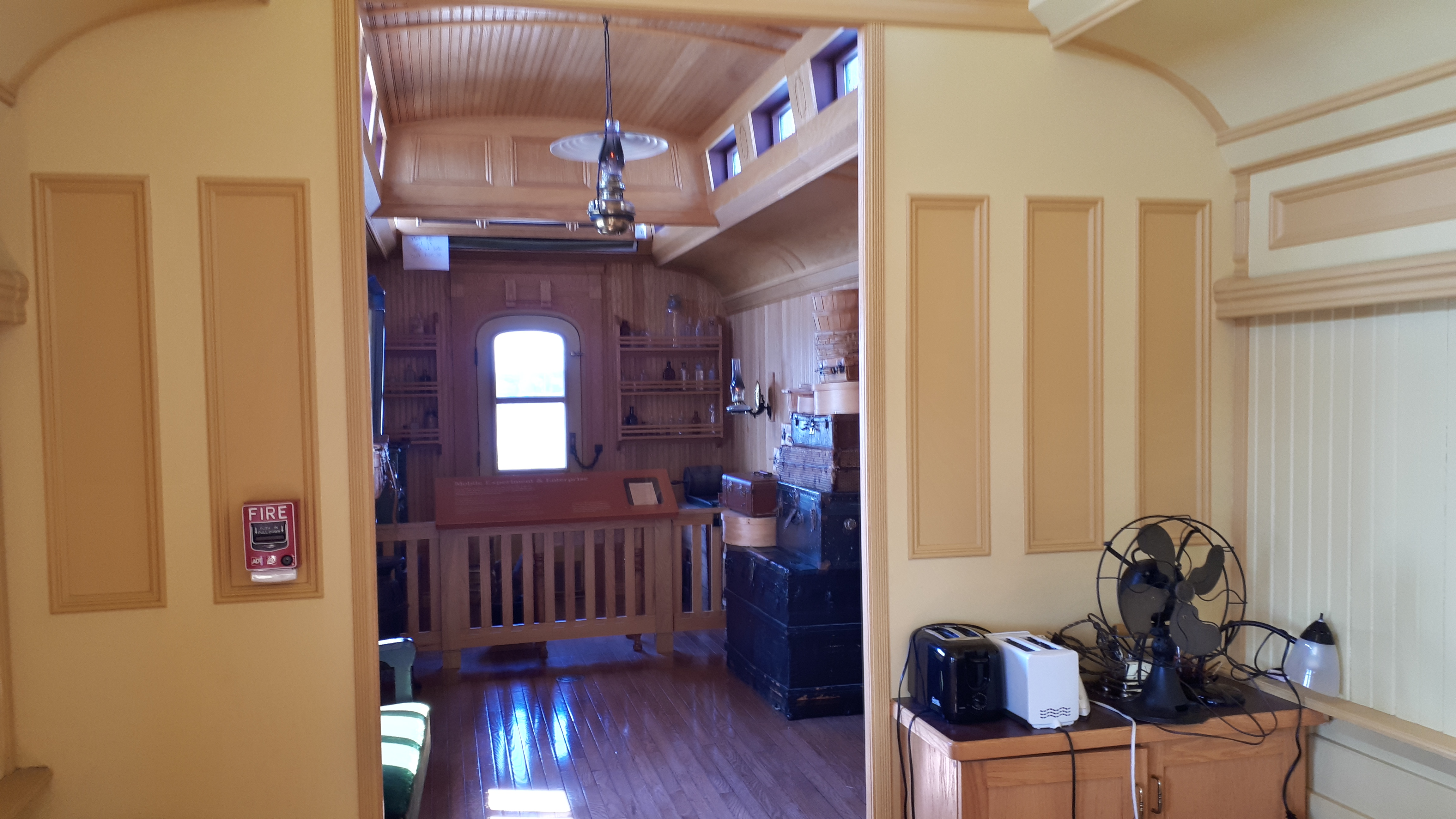

Il fonde à l'âge de 16 ans, à bord de ce train, son propre mini-journal The Weekly Herald, vendu à près de 400 exemplaires, qu'il compose et imprime dans un coin de wagon imprimerie-laboratoire, où il poursuit pendant ses temps libres ses travaux expérimentaux en physique-chimie. Il s'intéresse également au télégraphe du train, inventé en 1838 par Samuel Morse, dont il apprend le morse. Une embardée du train renverse un jour accidentellement un flacon de phosphore qui provoque un incendie, ce qui lui vaut son renvoi immédiat avec ses premiers 2 000 dollars de gain commercial, à l'origine historique de la fondation de son futur empire industriel General Electric. Il quitte Port Huron en 1866, à l'âge de 19 ans, pour travailler pour la Western Union de Louisville dans le Kentucky. 

## Thomas Edison Depot Museum
La compagnie de chemin de fer Grand Trunk Railway Company du Canada construit cette gare ferroviaire historique en 1858, à la frontière entre le Canada et les États-Unis, entre le Michigan et l'Ontario, au pied du Blue Water Bridge de la rivière Sainte-Claire, du bord du lac Huron. 
Ce musée Thomas Edison est un des nombreux lieux emblématiques du rêve américain, créé en 2001 dans cette gare avec son wagon-laboratoire historique, avec une exposition dans un décor reconstitué de meubles, objets, documents, photographies, films, et quelques-unes des nombreuses expérimentations et inventions et de l'enfance et de la carrière de Thomas Edison,. Une statue en bronze de Thomas Edison enfant lui est également dédiée devant le musée.

## Au cinéma
- 1940 : La Jeunesse d'Edison, de Norman Taurog, film biographique avec Mickey Rooney dans le rôle de Thomas Edison[6].

## Quelques autres musées Thomas Edison
- Maison de naissance de Thomas Edison de Milan (Ohio).
- Musée Edison de Beaumont (Texas).
- Thomas Edison National Historical Park de West Orange (New Jersey).
- Tour commémorative et musée Thomas Alva Edison (en) de Menlo Park (New Jersey).
- Institut Thomas Edison (The Henry Ford) de Dearborn (Michigan).